# Mydas boonei
Mydas boonei är en tvåvingeart som beskrevs av Charles Howard Curran 1953. Mydas boonei ingår i släktet Mydas och familjen Mydidae.
Artens utbredningsområde är Arizona. Inga underarter finns listade i Catalogue of Life.